# Franklin Milton
Franklin Milton (Carthage, 19 de agosto de 1907 — Agoura Hills, 16 de outubro de 1985) é um sonoplasta estadunidense. Venceu o Oscar de melhor mixagem de som em três ocasiões: por Ben-Hur, How the West Was Won e Grand Prix.